# Raionul Berezovca, județul Berezovca

Raionul Berezovca a fost unul din cele patru raioane ale județului Berezovca din Guvernământul Transnistriei între 1941 și 1945.